# Jonathan Creek
Jonathan Creek er en britisk mysterie tv-serie produceret af BBC og skrevet af David Renwick. Det er generelt en slags krimi/drama men er også præget af noget humor. 
Hovedkarakteren Jonathan Creek bliver spillet af Alan Davies, som arbejder som konsulent for en tryllekunstner imens han også løser overnaturlige mysterier (såkaldte 'lukket rum' mysterier) hvor det virker som om at forbryderen er forsvundet i det blå luft. Dette gør han ved hjælp af sine evner for logisk deduktion og hans viden inden for illusion. 
Serien har været lidt on/off fra 1997-2004 hvor der blev sendt 4 sæsoner og 2 julespecials. 
I 2009 blev der vist en enkel special kaldet "The Grinning Man" og i 2010 blev der vist en special kaldet "The Judas Tree". 
En tredje special vil blive sendt på BBC i foråret 2013.
| Fjernsyn | Spire Denne artikel om et tv-program er en spire som bør udbygges. Du er velkommen til at hjælpe Wikipedia ved at udvide den. |